# (70432) 1999 TO3
1999 تي أو 3 (ويعرف أيضًا باسم (70432) 1999 تي أو 3 وفق تسمية الكوكب الصغير) (بالإنجليزية: 1999 TO3)‏ هو كويكب ضمن حزام الكويكبات؛ وترتيبه 70432 من حيث الاكتشاف.
اكتُشف هذا الجُرم الفلكي بواسطة Frank B. Zoltowski ‏ في 3 أكتوبر 1999.

## وصلات خارجية
- (70432) 1999 TO3 في قاعدة بيانات مختبر الدفع النفاث لأجرام النظام الشمسي الصغيرة

- الاكتشاف · مخطط المدار ·  العناصر المدارية · المعلمات المادية

- (70432) 1999 TO3 على موقع ويكي سكاي: DSS2, SDSS, GALEX, IRAS, Hydrogen α, X-Ray, Astrophoto, Sky Map, Articles and images